# Blaesodiplosis canadensis
Blaesodiplosis canadensis är en tvåvingeart som först beskrevs av Ephraim Porter Felt 1908.  Blaesodiplosis canadensis ingår i släktet Blaesodiplosis och familjen gallmyggor. Inga underarter finns listade i Catalogue of Life.